# Hans Sarkowicz
Hans Sarkowicz (* 1955 in Gelnhausen) ist seit 1979 beim Hessischen Rundfunk Leiter des Bereichs hr2-Literatur und Hörspiel.

## Leben
Hans Sarkowicz studierte von 1974 bis 1979 Germanistik und Geschichte an der Johann-Wolfgang-Goethe-Universität Frankfurt am Main und absolvierte als Magister (M.A.).
Sarkowicz war 2014/15 Lehrbeauftragter am Institut für Allgemeine und Vergleichende Literaturwissenschaft der Johann-Wolfgang-Goethe-Universität mit Schwerpunkt auf der Kulturgeschichte der frühen Bundesrepublik.
Gemeinsam mit weiteren Autoren veröffentlichte er Biografien unter anderem über Erich Kästner, Heinz Rühmann und Philipp von Boeselager. Weiterhin ist er Mitherausgeber der Werke Kästners sowie Autor von rundfunkhistorischen Publikationen, etwa über den Hessischen Rundfunk, die alliierte Rundfunkpropaganda im Zweiten Weltkrieg und über das Radio während des Dritten Reiches. Weitere Werke sind Rechte Geschäfte (1994) über den Verleger mit „Verwicklungen in die rechtsextreme Szene“ Herbert Fleissner sowie Literatur in Nazideutschland von 2000 (2011 überarbeitet und erweitert als Schriftsteller im Nationalsozialismus wiederveröffentlicht).
2022 wurde Sarkowicz von der Justus-Liebig-Universität Gießen die Ehrendoktorwürde als „einer der wichtigsten Förderer von Kunst und Literatur im öffentlichen Rundfunk“ verliehen.

## Schriften
- mit Bettina Mähler: So sahen sie Hessen. Eine kulturgeschichtliche Reise in zeitgenössischen Berichten. Theiss, Stuttgart 1988, ISBN 3-8062-0511-6.
- Rechte Geschäfte. Der unaufhaltsame Aufstieg des deutschen Verlegers Herbert Fleissner. Eichborn Verlag, Frankfurt am Main, 1994, ISBN 3-8218-0458-0.
- Schneller, höher, weiter. Eine Geschichte des Sports. Insel Verlag, Frankfurt am Main und Leipzig 1996, ISBN 3-458-16809-5.
- mit Franz Josef Görtz unter Mitarbeit von Anja Johann: Erich Kästner – eine Biographie. Erstausgabe Piper 1998, erweiterte Neuausgabe, Piper, München u. a. 2003, ISBN 3-492-23760-6.
- mit Alf Mentzer: Literatur in Nazi-Deutschland. Ein biografisches Lexikon. Europa-Verlag, Hamburg 2000, erweiterte Neuausgabe, Hamburg/Wien 2002, ISBN 3-203-82030-7.[5]  In erweiterter Fassung als:

mit Alf Mentzer: Schriftsteller im Nationalsozialismus. Insel, Berlin 2011, ISBN 978-3-458-17504-9.
- mit Joachim Meißner und Dorothee Meyer-Kahrweg: Gelebte Utopien. Alternative Lebensentwürfe. Insel Verlag, Frankfurt a. M., 2001. ISBN 3-458-17086-3.
- mit Franz Josef Görtz: Heinz Rühmann 1902–1994. Der Schauspieler und sein Jahrhundert. Beck, München 2001, ISBN 3-406-48163-9.
- als Hrsg.: Hitlers Künstler: die Kultur im Dienst des Nationalsozialismus. Nach einer Sendereihe des Hessischen Rundfunks, Insel Verlag, Leipzig 2004, ISBN 3-458-17203-3. (Rezension: [6].)
- mit Alf Mentzer: Schriftsteller im Nationalsozialismus. Ein Lexikon. Insel, Berlin 2011, ISBN 978-3-458-17504-9. Wesentlich überarbeitete und erweiterte Version des Buches Literatur in Nazi-Deutschland aus dem Jahr 2002, Rezension s. o.
- mit Heiner Boehncke: Was niemand hat, find ich bei Dir. Eine Frankfurter Literaturgeschichte. Verlag Philipp von Zabern, Mainz 2012, ISBN 978-3-8053-4498-2.
- mit Heiner Boehncke: Literaturland Hessen. Literarische Streifzüge durch die Mitte Deutschlands. Waldemar Kramer, Verlagshaus Römerweg, Wiesbaden 2015, ISBN 978-3-7374-0458-7
- mit Heiner Boehncke: Wir drucken nur Bücher, die wir selber lesen möchten. Die Geschichte der Anderen Bibliothek in Gesprächen. AB – Die Andere Bibliothek, Berlin 2014, ISBN 978-3-8477-3000-2, Inhaltsverzeichnis.
- mit Heiner Boehncke: Der fremde Ferdinand. Märchen und Sagen des unbekannten Grimm-Bruders. Die andere Bibliothek, Berlin 2020. ISBN 978-3-8477-0428-7.[7]
- mit Heiner Boehncke: Märchen und so viel mehr. Eine Hanauer Literaturgeschichte. Hanauer Geschichtsblätter 53,  VDS Verlagsdruckerei Schmidt, Neustadt an der Aisch 2021, ISBN 978-3-935395-36-6.

## Hörbücher
- Geheime Sender. Der Rundfunk im Widerstand gegen Hitler. Dhv Der Hörverlag, München 2016, 8 CDs, 9h 42 Min. (582 Min.), ISBN 978-3-8445-2326-3, Hörbeispiele von buecher.de, Besprechung: [8].
- mit Ulrich Herbert, Michael Krüger, Christiane Collorio: Jahrhundertstimmen 1900–1945 – Deutsche Geschichte in über 200 Originalaufnahmen, Dhv Der Hörverlag, München 2021, 3 CDs, 24 Stunden, 10 Minuten, ISBN 978-3-8445-1518-3.[9]

## Auszeichnung
- 2017: Deutscher Hörbuchpreis in der Sparte «Bestes Sachhörbuch» für das Großfeature Geheime Sender.

## Sonstiges
Hans Sarkowicz ist Mitglied der Deutschen Akademie für Fußball-Kultur und der Frankfurter Historischen Kommission. 2014 war er Jurymitglied und Laudator des Fanpreis des Jahres auf dem Deutschen Fußball-Kulturpreis.